# Mykoła Chyżnikow
Mykoła Kondratowycz Chyżnikow, ukr. Микола Кондратович Хижніков, ros. Николай Кондратьевич Хижников, Nikołaj Kondratjewicz Chiżnikow (ur. 1913 w Odessie, Imperium Rosyjskie, zm. 19?? w Odessie, Ukraińska SRR) – ukraiński piłkarz, grający na pozycji obrońcy lub pomocnika, trener piłkarski.

## Kariera piłkarska
Występował w odeskich zespołach Janwarcy i Dynamo. W 1936 debiutował w Mistrzostwach ZSRR w składzie odeskiego Czornomorca, który wtedy nazywał się jako Dynamo, Charczowyk i Spartak. W 1944 został służbowo przeniesiony do Dynama Kijów, jednak odmówił gry w centralnym klubie Ukrainy. W 1945 powrócił do odeskiego klubu, który nazywał się Charczowyk. Ogółem w odeskim Czornomorcu rozegrał 248 meczów i strzelił 4 gole. W 1951 odszedł do zespołu amatorskiego Spartaka Odessa, w którym zakończył karierę piłkarza w roku 1952.

## Kariera trenerska
Jeszcze będąc piłkarzem rozpoczął pracę szkoleniowca. Od sierpnia do końca 1950 roku stał na czele Charczowyka Odessa.
Zmarł w Odessie.

## Sukcesy i odznaczenia

### Sukcesy piłkarskie
Dynamo Odessa
- mistrz Grupy W Mistrzostw ZSRR: 1937

Charczowyk Odessa
- mistrz Ukraińskiej SRR: 1949